# Ataraxi
Ataraxi (av grekiska ataraxiʹa ’sinneslugn’, av nekande a och taraʹssō ’uppröra’) är ett orubbligt lugn i livets alla skeden. Denna term präglar, enligt ett antal grekiska filosofiska skolor, den som är vis. Demokritos såg ataraxin som ett viktigt livsmål, och detsamma gjorde skeptiker, stoiker och epikuréer. Denna oberördbarhet fokuserar på att uppnå en lugn och balanserad sinnesstämning genom förnuft och acceptans, där man betonar den aktiva processen i hur detta uppnås.
”Ataraxia” är motsatsen till ”taraxia”, som är det tillstånd av förvirring som uppstår ur en brist på ordning.

## Historia
I antikens grekiska filosofi användes termen av Pyrrhon och Epikuros för stillhet och lugn i kropp och själ. Termen beskriver ett klarsynt tillstånd av robust jämnmodighet som kännetecknas av pågående frihet från nöd och oro. I icke-filosofisk användning var ataraxi det ideala mentala tillståndet för soldater som gick ut i strid. Att uppnå ataraxi var ett gemensamt mål för pyrrhonister, epikuréer och stoiker, men rollen och värdet av ataraxi inom varje filosofi varierade i enlighet med dess filosofiska teorier. De psykiska störningarna som hindrar en från att prestera ataraxi varierade mellan filosofierna, och varje filosofi har olika uppfattning om hur man uppnår ataraxi.
I pyrrhonismen är ataraxin det avsedda resultatet av en epok (det vill säga upphävande av domen) angående alla frågor om dogmer (det vill säga icke-uppenbar tro). Detta representerar det centrala syftet med pyrrhonistisk praxis, vilken är nödvändig för att åstadkomma eudaimonia.
För Epikuros var ataraxi, aponia, hēdonē (njutning) och khara (glädje) idealtillstånden för människan. Epikurister delade upp njutningen i två kategorier: den fysiska och den mentala. De ansåg att mentala och inte fysiska nöjen var den högsta sorten av njutning eftersom fysiska nöjen endast existerar i nuet medan mentala nöjen finns i det förflutna, nuet och framtiden. Epikurister separerade vidare njutningen i vad de kallade kinetisk njutning, de som uppstår genom handling eller förändring, och katastrofala nöjen, de som uppstår genom frånvaro av nöd. De som uppnådde frihet från fysiska störningar sades vara i ett tillstånd av aponi, medan de som uppnådde frihet från psykiska störningar sades vara i ett tillstånd av ataraxi. Ataraxin, som både ett mentalt och katastematiskt nöje, var nyckeln till en persons lycka.
I stoicismen, till skillnad från pyrrhonismen eller epikurismen, är ataraxin, eller lugnet i sinnet, inte livets slutliga mål. Istället är målet ett liv i dygd enligt naturen, som är avsett att åstadkomma apati, frånvaron av ohälsosamma passioner. Men eftersom stoikernna i ett tillstånd av apati inte bryr sig om saker utanför sig själva och inte är mottagliga för känslor, skulle de inte kunna störas av någonting alls. Detta betyder att de också var i ett mentalt stadium av lugn och därmed i ett tillstånd av ataraxi.

## Praktiska metoder
- Meditation: Meditation hjälper individen att träna tankarna på att fokusera på nuet och släppa taget om oro och negativa tankar. Mindfulnessmeditation är en utgångspunkt.
- Andningsövningar: Djupandning kan lugna kropp och sinne. Diafragmatisk andning är en metod för att sänka stressnivåer.
- Kognitiv beteendeterapi (KBT): KBT kan hjälpa att identifiera negativa tankemönster och ersätta dem med mer realistiska och positiva tankar.
- Negativ visualisering, där man föreställer sig negativa händelser inträffa och sedan mentalt förbereder sig på hur man ska hantera dem, kan hjälpa till att minska ångest inför handlingsalternativ.
- Nedsaktande - att medvetet förlänga skeenden och använda den extra tiden till att fokusera på att göra momentet perfekt eller på ett visst sätt, samma vad gäller tal. Detta kan kombineras med självobservation.
- Borttagande av störande eller förvirrande element i den egna tillvaron.